# (5597) Warren
(5597) Warren est un astéroïde de la ceinture principale.

## Description
(5597) Warren est un astéroïde de la ceinture principale. Il fut découvert le 5 août 1991 à l'observatoire Palomar par Henry E. Holt. Il présente une orbite caractérisée par un demi-grand axe de 2,44 UA, une excentricité de 0,21 et une inclinaison de 4,6° par rapport à l'écliptique.

## Compléments